# Арианд
Арианд (или Арьяванда) — первый ахеменидский сатрап Древнего Египта между VI и V веками до н. э., в начале египетской XXVII династии.

## Биография
После победы Камбиса II над фараоном Псамметихом III в битве при Пелузии (525 год до н. э.) Египет стал сатрапией империи Ахеменидов, а его управителем вскоре назначили Арианда. В 522 году до н. э. Арианда свергли в ходе восстания под руководством египетского фараона Петубаста III. Восстание лично подавил новый правитель Дарий I в ходе своей египетской кампании в 518 году до н. э. и восстановил власть Арианда в Египте. После этого сатрап пытался подчинить Ливию, но результаты предприятия оказались малозначительными.
Около 496 года до н. э. Арианд попал в опалу к Дарию I и был смещён Ферендатом. Геродот («История»), а позднее Полиэн, утверждали, что сатрап начал чеканить свою ариандскую серебряную монету в противовес золотому дарику, что разозлило правителя. Данная история в настоящее время считается маловероятной, поскольку не найдено ни единого арианда. Скорее всего, Дарий опасался провозглашения Ариандом независимости своей сатрапии.